# Орден Ямайки
Орден Ямайки (англ. Order of Jamaica) — награда пятого из шести рангов наградной системы Ямайки. Орден учреждён в 1969 году и считается эквивалентом почётного звания рыцаря-бакалавра в британской системе наград
Орденом может быть награждён любой гражданин Ямайки за выдающиеся достижения. Почётным орденом может быть награждён иностранный гражданин.
Кавалеры ордена получают следующие привилегии:
- право ношения ордена;
- право на титулование «The Honourable»;
- право использовать после имени аббревиатуру «OJ» или «OJ (Hon.)».

Девиз ордена — «For a covenant of the people» (рус. «По завету народа»).